# Ailton Paranaíba Vilela
Ailton Paranaíba Vilela (São Bento Abade, 7 de janeiro de 1934 – Três Corações, 7 de junho de 2023) foi um comerciante e político brasileiro do estado de Minas Gerais.
Foi deputado estadual em Minas Gerais por três legislaturas consecutivas, de 1991 a 2003 (da 12ª à 14ª legislatura) pelo PDC.
Ailton Vilela foi prefeito na cidade de Três Corações.